# Molins de Casalinho da Ajuda
Els Molins de Casalinho da Ajuda són dos molins de vent situats al barri de Casalinho da Ajuda, a la freguesia d'Ajuda, a Lisboa.
Els Molins de Casalinho da Ajuda degueren ser construïts al segle xviii, a la serra de Monsanto, i s'adaptaren a residències particulars ja en el segle XX. Al contrari dels molins de Santana, es troben en estat precari.
Aquests molins iniciaren un procés de classificació per l'antic IGESPAR des del 1991, però caducà en els termes de l'article 78é del Decret-Llei núm. 309/2009, DR, 1.ª sèrie, núm. 206 de 23-10-2009, i a hores d'ara no tenen protecció legal.